# Chiesa di San Leonardo (Dogna)
La chiesa di San Leonardo è la parrocchiale di Dogna, in provincia e arcidiocesi di Udine; fa parte della forania della Montagna.

## Storia
Si sa che a Dogna fu edificata una chiesa nel 1727. Questo edificio, che aveva tre navate e il cui campanile era addossato alla facciata (caratteristica comune anche ad altre chiese, tra le quali la parrocchiale di Prosecco e il santuario di Monrupino), fu distrutto dai bombardamenti alleati del febbraio 1945.
La nuova parrocchiale venne edificata nel 1949 su progetto di Leone Morandini.
Danneggiata durante il terremoto del Friuli del 1976, la chiesa fu completamente restaurata.

## Descrizione
Davanti alla facciata a capanna che presenta una trifora al centro, è situato il porticato. A fianco della chiesa è presente il campanile, la cui cella campanaria ha tre aperture per lato.
L'interno della chiesa è a un'unica navata e ha una pianta a croce greca. Il soffitto si presenta dalla particolare caratteristica della copertura voltata, e dal grande tiburio centrale piramidale che esternamente si presenta come una alta torre.